# Adrian Germanus
Adrian Germanus (22 de septiembre de 1955) es un deportista alemán que compitió para la RFA y RDA en esgrima, especialista en las modalidades de florete y espada. Ganó tres medallas en el Campeonato Mundial de Esgrima entre los años 1979 y 1986.

## Palmarés internacional
| Representando a la RFA |                       |                   |                     |
| Campeonato Mundial     |                       |                   |                     |
| Año                    | Lugar                 | Medalla           | Prueba              |
| 1979                   | Melbourne (Australia) | Medalla de plata  | Espada por equipos  |
| Representando a la RDA |                       |                   |                     |
| Campeonato Mundial     |                       |                   |                     |
| Año                    | Lugar                 | Medalla           | Prueba              |
| 1983                   | Viena (Austria)       | Medalla de plata  | Florete por equipos |
| 1986                   | Sofía (Bulgaria)      | Medalla de bronce | Florete por equipos |